# Orapa
Orapa est une ville du centre-est du Botswana. C'est le site d'une grande mine de diamants.
La ville abrite quatre écoles, dont l'une, Livingstone House School, enseigne en anglais et est très fréquentée par les enfants d'expatriés. la population a fortement augmenté de 1995 à 2005 en raison du développement de la mine.
La ville est desservie par un aérodrome où opère une compagnie possédée par De Beers en direction de Gaborone, Johannesburg. On y trouve également un club de planeurs. La ville est entourée de barrières pour sécuriser la production minière et ses habitants.